# Landelles-et-Coupigny
Landelles-et-Coupigny település Franciaországban, Calvados megyében. Lakosainak száma 827 fő (2022. január 1.). Landelles-et-Coupigny Beaumesnil, Le Mesnil-Robert, Pont-Bellanger, Sainte-Marie-Outre-l’Eau, Saint-Martin-Don, Morigny, Saint-Vigor-des-Monts, Souleuvre-en-Bocage és Noues-de-Sienne községekkel határos.

## Népesség
A település népességének változása:
| Lakosok száma | 813  | 875  | 802  | 823  | 876  | 892  | 861  | 841  | 839  | 827  |
|               | 1968 | 1982 | 1990 | 2006 | 2013 | 2015 | 2017 | 2019 | 2020 | 2022 |